# Assalto sexual facilitado por drogas

Tabela do estudo de 2010 da DrugScience que classifica várias drogas (legais e ilegais) com base em declarações de especialistas em danos causados por drogas. Este estudo classificou o álcool como a droga mais prejudicial de modo geral, e a única droga mais prejudicial para terceiros do que para os próprios usuários.

Assalto sexual facilitado por drogas (DFSA) é um assalto sexual (estupro ou de outra forma) praticado contra uma pessoa depois que esta se torna intoxicada por estar sob a influência de quaisquer substâncias psicoativas, como ter consumido álcool ou ter sido administrada intencionalmente outra droga para estupro. 75% de todos os estupros cometidos por conhecidos envolvem álcool e/ou drogas. Drogas, quando utilizadas com ou sem álcool, resultam em perda de consciência e na perda da capacidade de consentir para relações sexuais.
Pesquisadores descobriram que o estupro facilitado por álcool é a forma mais comum de violência sexual contra as mulheres. Assim como em outros tipos de estupro, um DFSA é um crime de violência física e pode resultar do hedonismo sexual e do sentimento de direito. A maioria das vítimas de DFSA são mulheres e a maioria dos perpetradores são homens.

## História
Assaltos sexuais a homens e mulheres que consumiram álcool ou drogas voluntariamente são comuns e não são novidade, sendo mencionados no filme de 1938 Pigmalião. Também não é novidade colocar algo na bebida de alguém para incapacitá-lo. (Veja Mickey Finn.) Entretanto, em meados da década de 1990, agências de aplicação da lei passaram a notar um padrão de mulheres que foram drogadas sorrateiramente com o objetivo de sofrerem agressões sexuais e estupros utilizando droga para estupro: drogas inodoras e insípidas que podem produzir amnésia anterógrada. A vítima feminina, participando do consumo de bebidas alcoólicas, seja por coerção ou em um ambiente de relaxamento mútuo, pode de repente perder a noção do que a cerca. Ao recobrar a consciência, horas depois, pode se encontrar em outro local, com sinais de interferência sexual, como roupas ausentes ou desarrumadas, hematomas, presença de sêmen ou desconforto vaginal ou anal. Ela pode sentir os efeitos residuais do uso da substância, como tontura, fraqueza ou confusão, e ter pouca ou nenhuma memória do que ocorreu. Em alguns casos, o agressor pode ter desaparecido; em outros, pode agir como se nada incomum tivesse ocorrido, talvez oferecendo-se para levá-la para casa ou para um hospital.

## Perfil

### Cenários
A maioria dos DFSA é semelhante ao estupro não facilitado por drogas, mas nem todos são. Os DFSA podem ocorrer entre empregadores e empregados, especialmente em situações em que o empregado é vulnerável, por exemplo, por ser um trabalhador sem documentos ou por outro motivo que o impeça de arriscar perder seu emprego. Nessas circunstâncias, pesquisadores afirmam que um empregador pode levar uma funcionária vulnerável para um jantar e, em seguida, drogá-la e agredi-la sexualmente. Os DFSA também podem ocorrer entre senhorios e inquilinos, ou entre pequenos empresários e seus clientes. Nesses casos, pesquisadores afirmam que o agressor geralmente é socialmente desajeitado, vive sozinho, com intimidade mal estabelecida com outros. Os DFSA podem ocorrer em contextos de saúde, como em consultórios de dentistas ou médicos, muitas vezes com o objetivo de anestesia. Por fim, também podem ocorrer no âmbito familiar, com o agressor, por exemplo, estuprando uma criança ou um membro vulnerável da família.
DFSA entre homens ocorrem quase exclusivamente em ambientes sociais ou escolares, como homens estuprando filhos adotivos, homens abordando caroneiros, e assassinos sadomasoquísticos como Jeffrey Dahmer e John Wayne Gacy, que imobilizavam suas vítimas por sedação antes de agredi-las sexualmente e assassiná-las. A maioria dos perpetradores de DFSA atua sozinho, mas alguns trabalham com cúmplices, incluindo amigos homens, casais de homem e mulher, e irmãos. Uma cúmplice feminina pode ser utilizada para ajudar a conquistar a confiança de uma suposta vítima feminina. Em 1990, os serial killers canadenses Paul Bernardo e Karla Homolka drogaram a irmã mais nova de Karla, Tammy, com diazepam, após o que Paul a estuprou; um ano depois, eles a drogaram com halotano e a estupraram novamente, depois do que ela se afogou em seu próprio vômito e morreu.

#### Assalto Sexual Facilitado por Psicodélicos
O assalto sexual facilitado por psicodélicos (PFSA) é uma subcategoria de DFSA. Sob a influência de muitos psicodélicos, os indivíduos estão tão suscetíveis à sugestão quanto durante a hipnose. Especialistas acreditam que isso é, pelo menos parcialmente, o motivo pelo qual indivíduos (especificamente mulheres) com histórico de violência sexual em suas vidas são particularmente vulneráveis ao PFSA. Frequentemente, o PFSA é perpetrado por um indivíduo que forneceu os psicodélicos ao "viajante". Nos casos em que o PFSA inclui penetração sexual, às vezes é denominado estupro xamânico, pois o agressor supostamente age como um xamã.

### Perpetradores
De acordo com autoridades de aplicação da lei, os perpetradores de DFSA geralmente compartilham quatro características: têm acesso a drogas sedativas e compreendem seus efeitos, têm acesso a um ambiente (geralmente uma residência ou local de trabalho) onde o estupro não será interrompido durante sua ocorrência, são capazes de estabelecer ao menos uma pequena confiança com a vítima pretendida e possuem um plano para evitar prisão e acusação, que pode envolver reverter a roupa da vítima, afirmar que houve relações sexuais consensuais ou que nenhum contato sexual ocorreu, ou sair do local antes que a vítima recupere a consciência.:451 Pesquisadores afirmam que os perpetradores de DFSA são oportunistas e não confrontacionais. Normalmente, não ameaçam, forçam, agredem ou mutilam suas vítimas, tampouco portam armas, roubam dos alvos ou destroem seus pertences. Geralmente, não possuem histórico de violência física e costumam estar investidos em suas carreiras ou comunidades, não sendo, em geral, marginalizados culturalmente.
Alguns pesquisadores afirmam que os perpetradores de DFSA têm um grande interesse sexual, mas são incapazes de encontrar parceiros, sendo motivados unicamente pelo desejo sexual. Outros afirmam que alguns perpetradores (que podem gravar o estupro para visualização posterior) são motivados pela ideia de dominar e controlar alguém para fins sexuais. Pesquisadores divergem sobre se os perpetradores satisfazem uma compulsão real. Alguns acreditam que há poucas evidências para sugerir que o impulso para cometer DFSA seja incontrolável, enquanto outros afirmam que a "frequência surpreendente" com que alguns repetem o delito sugere algum grau de compulsão. Todos os perpetradores de DFSA têm uma probabilidade muito alta de reincidência.
O estereótipo dos perpetradores de DFSA é de indivíduos simpáticos, inteligentes e atraentes. Isso ocorre, às vezes, mas nem sempre. Não há evidências que indiquem que esses perpetradores se organizem em rede, seja online ou offline, embora possam ser encontrados em sites onde se discute os efeitos das drogas recreativas.:458 Como drogar a vítima permite dominá-la facilmente, é possível que os perpetradores cometam DFSA mesmo em idades avançadas; pesquisadores afirmam que alguns têm mais de 60 anos.:454–457

### Vítimas
Diferentes tipos de drogas e álcool produzem efeitos variados na consciência, mas todas inibem a capacidade de consentir. Essa experiência pode ser traumática para as vítimas de DFSA. Um estudo com mulheres americanas da população geral que se consideravam vítimas de DFSA constatou que 81% conheciam o suposto agressor antes do estupro. Um estudo semelhante com estudantes universitárias revelou que 83% conheciam o agressor antes do estupro.

## Perigos clínicos da administração não consensual de drogas
Se denunciada, a presença de drogas para estupro pode ser detectada de várias maneiras após o evento – notadamente através de amostras de urina (por alguns dias) e de cabelo (por semanas ou até meses). Contudo, o principal impedimento para estatísticas precisas é a confusão e a perda de memória induzidas por essas drogas. É impossível saber com que frequência o DFSA ocorre, pois as próprias vítimas ficam incertas sobre o que aconteceu, se algo de fato ocorreu, com quem ou como, ou sobre os fatos geralmente claros necessários para uma denúncia adequada. Portanto, os incidentes têm menor probabilidade de serem relatados. Devido aos efeitos amnésicos e ao comprometimento cognitivo associados às drogas para estupro, o auto-relato das vítimas é uma fonte de dados estatísticos pouco confiável, já que muitas não têm ideia do que lhes ocorreu. Qualquer atribuição ou classificação é mera conjectura sem uma toxicológica especializada, que muitas vezes não está disponível para as vítimas no curto prazo em que testes viáveis foram historicamente possíveis.
As drogas também são difíceis de detectar. Devido às quantidades muito pequenas de drogas tipicamente administradas para alcançar esses efeitos, é difícil testar sua presença, pois são rapidamente eliminadas do corpo. A ausência de confirmação por meio da toxicologia não pode ser considerada, por si só, como dado empírico.
Consumir álcool é um importante fator de risco para o estupro facilitado por drogas. Um estudo com 1.179 amostras de urina de vítimas de suspeita de DFSA em 49 estados americanos constatou que seis (0,5%) testaram positivo para Rohypnol, 97 (8%) para outros benzodiazepínicos, 451 (38%) para álcool e 468 (40%) negativos para qualquer uma das drogas testadas. Um estudo semelhante com 2.003 amostras de urina de vítimas de suspeita de DFSA encontrou menos de 2% de casos positivos para Rohypnol ou GHB. Um estudo de três anos no Reino Unido constatou que 2% de 1.014 vítimas de estupro apresentaram sedativos detectados em sua urina 12 horas após o ataque. Um estudo australiano de 2009 constatou que, em 97 casos de pacientes admitidos no hospital com a suspeita de que suas bebidas poderiam ter sido adulteradas, os testes não conseguiram identificar um único caso em que uma droga sedativa provavelmente tivesse sido ilegalmente colocada em uma bebida em um pub ou boate, com 9 casos plausíveis no estudo. Em contraste, a concentração média de etanol no sangue (BAC) dos pacientes no momento da avaliação foi de 0,096%. Um estudo (Ham & Burton, 2005), constatou que, de 1.014 casos de alegado assalto sexual facilitado por drogas ao longo de três anos no Reino Unido, apenas 2% (21 casos) apresentaram evidências de possível adulteração deliberada.
Um estudo no Reino Unido concluiu que "não há evidências para sugerir o uso disseminado de drogas para estupro" no país e que nenhum dos 120 casos examinados envolveu Rohypnol e apenas dois envolveram GHB.

## Sistema de justiça criminal e acusação
É menos provável que uma vítima de DFSA denuncie seu estupro, especialmente se a vítima ainda estiver sofrendo os efeitos físicos ou mentais da droga que lhe foi administrada, ou se estiver incerta sobre o que exatamente aconteceu. As vítimas geralmente hesitam em denunciar porque não se recordam claramente ou não compreendem o ocorrido. Vítimas que foram estupradas após consumir álcool ou outras drogas voluntariamente são particularmente reticentes, pois podem ser acusadas por terem utilizado uma substância ilegalmente. Quase todas as vítimas de estupro têm um intenso medo de serem culpabilizadas pelo ataque, mas especialmente as vítimas de DFSA, e podem sentir vergonha ou culpa. Elas também podem querer proteger seus amigos, principalmente se forem muito jovens.
Os investigadores são treinados para determinar se ocorreu um ato sexual que atenda à definição legal local de estupro ou agressão sexual, verificar se a vítima estava sob a influência de álcool ou drogas e, portanto, não podia dar consentimento consciente, identificar se houve testemunhas, identificar o suposto agressor e verificar se ele tinha acesso às drogas suspeitas de terem sido usadas no DFSA.

### Evidências e detecção
A acusação é mais bem-sucedida se houver evidências físicas de que a vítima foi drogada; por isso, a vítima de DFSA deve procurar atendimento médico dentro de 72 horas após o ataque. Após esse período, é muito menos provável que os testes de urina detectem a presença de drogas, pois a maioria terá sido metabolizada e eliminada do corpo, resultando em um falso negativo. Idealmente, a primeira urina produzida pela vítima após o ataque deve ser testada para a presença de drogas: se possível, deve ser coletada em um recipiente limpo para ser entregue às autoridades médicas. Uma pista para identificar se foram utilizados benzodiazepínicos ou GHB em um DFSA é o efeito sobre a urina da vítima: benzodiazepínicos levam à retenção urinária e GHB à incontinência.
A urina não é o único meio de detectar tais drogas no organismo. As autoridades médicas também podem coletar amostras de sangue da vítima e, especialmente, de seu cabelo, pois este pode revelar evidências por semanas ou meses, em vez de dias. Geralmente, amostras de cabelo são coletadas 14 dias após a exposição à droga (embora possam ser obtidas a partir de 24 horas), para permitir a absorção da substância pelo cabelo conforme ele cresce. Assim, o teste capilar pode ampliar o período de detecção das drogas para estupro para semanas ou até meses. As vítimas devem descrever os efeitos da droga o melhor possível, pois a maioria dos laboratórios não realiza uma triagem ampla e conhecer os efeitos ajudará as autoridades a definir quais substâncias testar. Advogados de vítimas de estupro aconselham que informem aos investigadores se recentemente utilizaram drogas de forma recreativa, pois essas substâncias podem ser detectadas na triagem, e a pré-divulgação terá o menor impacto negativo na credibilidade da vítima.
Nos Estados Unidos, as agências de aplicação da lei geralmente pagam pelos testes de drogas se estes forem solicitados como parte de um kit de estupro. Se a vítima solicitar o teste, especialmente se não tiver feito um boletim de ocorrência, seu seguro de saúde nos Estados Unidos frequentemente se recusará a pagar, e ela terá que arcar com o custo. Kits para detecção de certas drogas em bebidas antes do consumo estão disponíveis comercialmente, mas, a partir de 2002, foram avaliados como pouco confiáveis.

### Processo e punição
A acusação de qualquer estupro é difícil, mas a de DFSA é particularmente complicada. Como muitas vítimas de DFSA sofrem de amnésia anterógrada devido às drogas administradas, elas não conseguem entender ou descrever o ocorrido. Como o agressor imobilizou a vítima utilizando drogas, ela não pôde se defender fisicamente, o que significa que não haverá evidências, como arranhões, marcas de unhas ou mordidas. E, se a vítima consumiu álcool ou outras drogas voluntariamente, oficiais da lei e jurados tendem a não acreditar em seus relatos e a culpabilizá-la pela vitimização.
Pesquisadores afirmam que os perpetradores de DFSA nunca confessam e que apelos à sua consciência não surtirão efeito.:454–457 No estado de Connecticut, o assalto sexual facilitado por drogas é considerado estupro; assim, o infrator será acusado, se condenado, de agressão sexual em primeiro grau, que é um crime de classe B. Contudo, se a vítima tiver menos de 16 anos, o infrator será acusado de um crime de classe A.

## Cultura popular
O filme Sleeping Beauty retrata o assalto sexual facilitado por drogas.